# Plivanje na OI 1936.

## Pojedinačna natjecanja

### 100 m slobodno
| Mjesto | Država   | Plivač        | Vrijeme |
| ------ | -------- | ------------- | ------- |
| 1.     | Mađarska | Ferenc Csík   | 57,6 s  |
| 2.     | Japan    | Yusa Masanori | 57,9 s  |
| 3.     | Japan    | Arai Shigeo   | 58,0 s  |

| Mjesto | Država           | Plivačica            | Vrijeme    |
| ------ | ---------------- | -------------------- | ---------- |
| 1.     | Nizozemska       | Hendrika Mastenbroek | 1:05,9 min |
| 2.     | Argentina        | Jeannette Campbell   | 1:06,4 min |
| 3.     | Njemačko Carstvo | Gisela Arendt        | 1:06,6 min |

### 400 m slobodno
| Mjesto | Država | Plivač       | Vrijeme    |
| ------ | ------ | ------------ | ---------- |
| 1.     | SAD    | Jack Medica  | 4:44,5 min |
| 2.     | Japan  | Shumpei Uto  | 4:45,6 min |
| 3.     | Japan  | Shozo Makino | 4:48,1 min |

| Mjesto | Država     | Plivačica            | Vrijeme    |
| ------ | ---------- | -------------------- | ---------- |
| 1.     | Nizozemska | Hendrika Mastenbroek | 5:26,4 min |
| 2.     | Danska     | Ragnhild Hveger      | 5:27,5 min |
| 3.     | SAD        | Lenore Kight         | 5:29,0 min |

### 1500 m slobodno
| Muškarci - 1500 m slobodno \| Mjesto \| Država \| Plivač \| Vrijeme \| \| ------ \| ------ \| ------------- \| ----------- \| \| 1. \| Japan \| Noboru Terada \| 19:13,7 min \| \| 2. \| SAD \| Jack Medica \| 19:34,0 min \| \| 3. \| Japan \| Shumpei Uto \| 19:34,5 min \| |        |               |             |
| Mjesto | Država | Plivač        | Vrijeme     |
| 1. | Japan  | Noboru Terada | 19:13,7 min |
| 2. | SAD    | Jack Medica   | 19:34,0 min |
| 3. | Japan  | Shumpei Uto   | 19:34,5 min |

### Leđni stil
| Mjesto | Država | Plivač              | Vrijeme    |
| ------ | ------ | ------------------- | ---------- |
| 1.     | SAD    | Adolph Kiefer       | 1:05,9 min |
| 2.     | SAD    | Albert van de Weghe | 1:07,7 min |
| 3.     | Japan  | Masaji Kiyokawa     | 1:08,4 min |

| Mjesto | Država     | Plivačica            | Vrijeme    |
| ------ | ---------- | -------------------- | ---------- |
| 1.     | Nizozemska | Nida Senff           | 1:18,9 min |
| 2.     | Nizozemska | Hendrika Mastenbroek | 1:19,2 min |
| 3.     | SAD        | Alice Bridges        | 1:19,4 min |

### Prsni stil
| Mjesto | Država           | Plivač        | Vrijeme    |
| ------ | ---------------- | ------------- | ---------- |
| 1.     | Japan            | Tetsuo Hamuro | 2:42,5 min |
| 2.     | Njemačko Carstvo | Erwin Sietas  | 2:42,9 min |
| 3.     | Japan            | Reizo Koike   | 2:44,2 min |

| Mjesto | Država           | Plivačica       | Vrijeme    |
| ------ | ---------------- | --------------- | ---------- |
| 1.     | Japan            | Hideko Maehata  | 3:03,6 min |
| 2.     | Njemačko Carstvo | Martha Genenger | 3:04,2 min |
| 3.     | Danska           | Inge Sørensen   | 3:07,8 min |

## Štafetna natjecanja

### Slobodni stil
| Mjesto | Država   | Plivači                                                   | Vrijeme    |
| ------ | -------- | --------------------------------------------------------- | ---------- |
| 1.     | Japan    | Masanori Yusa Shigeo Sugiura Masaharu Taguchi Shigeo Arai | 8:51,5 min |
| 2.     | SAD      | Ralph Flanagan John Macionis Paul Wolf Jack Medica        | 9:03,0 min |
| 3.     | Mađarska | Árpád Lengyel Oszkár Abay-Nemes Ödön Gróf Ferenc Csík     | 9:12,3 min |

| Mjesto | Država           | Plivačice                                                                    | Vrijeme    |
| ------ | ---------------- | ---------------------------------------------------------------------------- | ---------- |
| 1.     | Nizozemska       | Johanna Selbach Catharina Wagner Willemijntje den Ouden Hendrika Mastenbroek | 4:36,0 min |
| 2.     | Njemačko Carstvo | Ruth Halbsguth Maria Lohmar Ingeborg Schmitz Gisela Arendt                   | 4:36,8 min |
| 3.     | SAD              | Katherine Rawls Bernice Lapp Mavis Freeman Olive McKean                      | 4:40,2 min |